# Ферніс (Уельс, Кередігіон)
Фе́рніс (валл. Ffwrnais, англ. Furnace) - село в Уельсі. Розташоване на півночі області Кередігіон на східному березі річки Дафі (валл. Dyfi), на відстані 1,5 милі від неї. Назву селу подарувала домна, збудована тут 1755 року. Валійська і англійська назви села походять відповідно від валійського слова "Ffwrnais" і англійського слова "Furnace", які у перекладі з цих мов означають "горно", "домна", або "доменна піч". 

## Домна

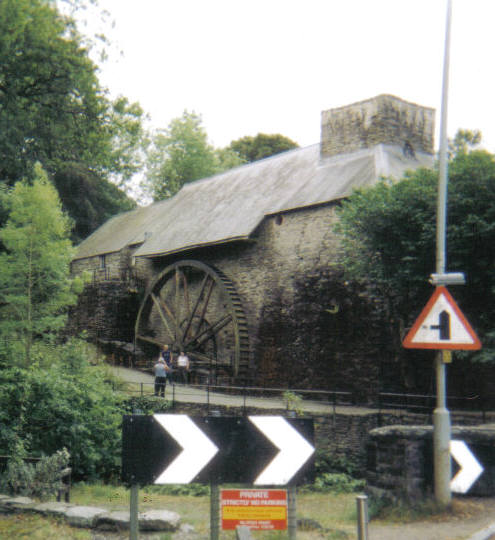
Доменна піч у селі Ферніс

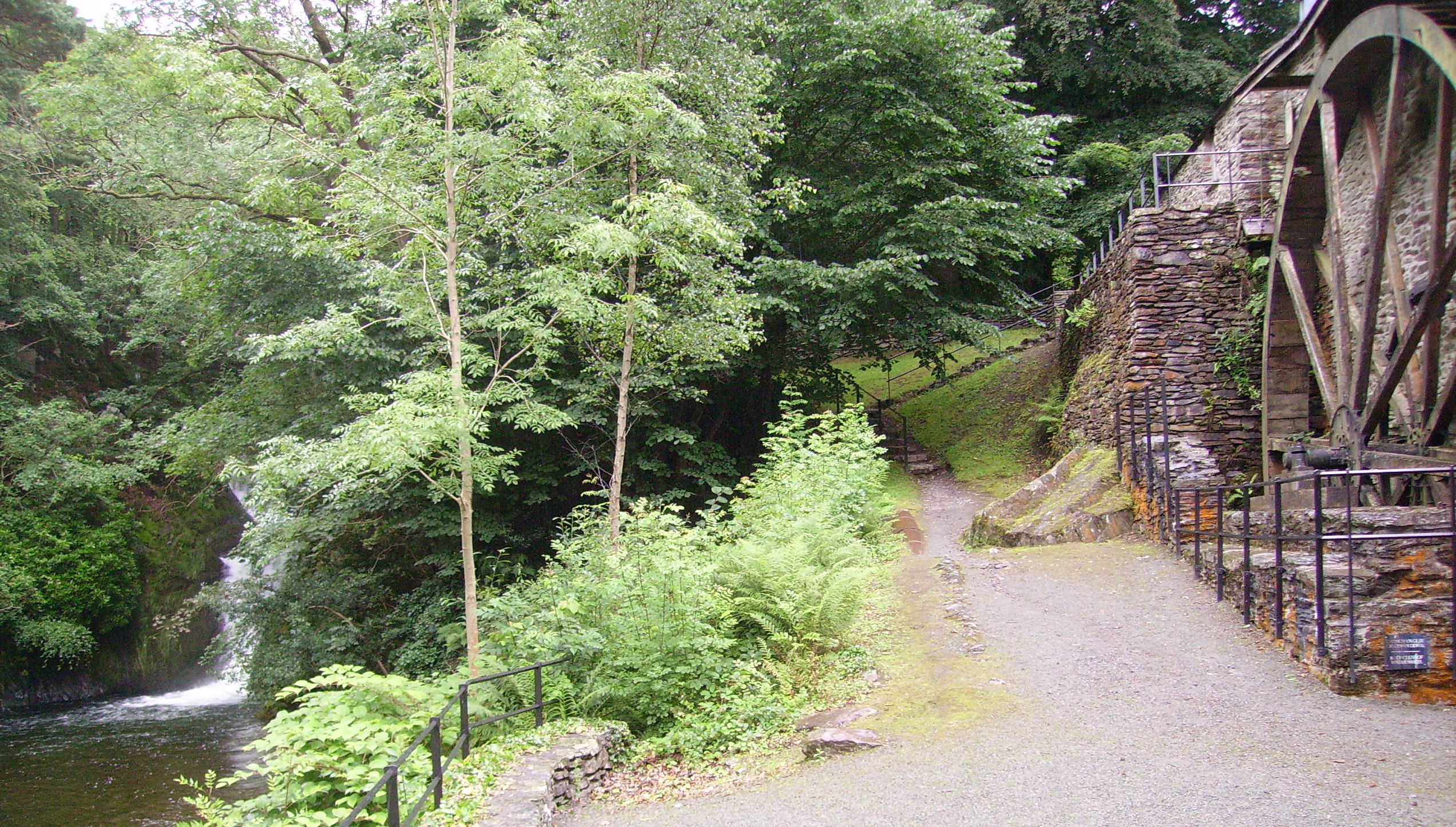
Біля доменної печі

Домну було збудовано 1755 року і доменне виробництво працювало тут приблизно половину століття. Припинили використання доменної печі 1810 року. Доменна піч була збудована біля водоспаду річки Ейнен (валл. Einion), що є притокою річки Дафі. Піч працювала на деревному вугіллі, виготовленому з деревини навколишніх лісів. Залізна руда доставлялася сюди з Камбрії кораблями по річці Дафі. Дуття подавалося у піч мехами, які приводилися у дію водяним колесом, яке у свою чергу приводилося у дію водоспадом річки Ейнен. 
Збудували доменну піч такі собі Ральф Вернон і брати Едвард Брідж і Вільям Брідж. Ральф Вернон 1765 року відійшов від справ, а брати Брідж 1773 року збанкрутіли. Після цього у доменної печі кілька разів змінювалися хазяї. 1810 року використання пічі було припинене. 
Певний час приміщення цеху було перероблено на тартак, в роботі якого використовувалося водяне колесо.
2008 року на печі було проведено реставраційні роботи. Сьогодні доменна піч у селі Ферніс є однією з найкраще збережених старовинних доменних печей Британії з числа тих, що працювали на деревному вугіллі. 
| Водяне колесо | Dyfi Furnace | Dyfi Furnace |